# Atlantis (2019)
Atlantis ist ein Science-Fiction-Film von Walentyn Wassjanowytsch, der im September 2019 im Rahmen der Filmfestspiele von Venedig seine Premiere feierte und am 5. November 2020 in die ukrainischen Kinos kommen sollte. In dem dystopischen, in einem postapokalyptischen Szenario spielenden Film bergen die Mitglieder der Organisation „Schwarze Tulpe“ nach einem langen Krieg mit Russland in der Ostukraine Leichen. Atlantis wurde von der Ukraine als Beitrag für die Oscarverleihung 2021 in der Kategorie Bester Internationaler Film eingereicht.

## Handlung
Im Jahr 2025 im Osten der Ukraine, ein Jahr nach dem Krieg mit Russland. Ein Kriegsveteran namens Sergiy hat durch die Auseinandersetzungen ein Trauma davongetragen. Der Krieg hat aber auch in der Landschaft seine Spuren hinterlassen. Das Gebiet, in dem sich Sergiy befindet, ist zum Teil noch umkämpft und gleicht einer Trümmerlandschaft. Es wurde als nicht bewohnbar eingestuft, da die Umwelt stark in Mitleidenschaft gezogen wurde. Die Flüsse sind versalzen und große Gebiete sind vermint.
Sergey verliert seinen Arbeitsplatz, als ein altes Stahlwerk geschlossen wird. Er findet eine neue Arbeit als Tankwagenfahrer, der die verseuchten Gebiete mit Trinkwasser versorgt. Er trifft auf eine Gruppe von Freiwilligen mit dem Namen „Schwarze Tulpe“, die Kriegstote exhumieren, forensisch untersuchen und dann mehr oder weniger ordentlich bestatten. In der Gruppe trifft Sergiy auf die studierte Archäologin Katja, die mit ihrem Engagement versucht, ansatzweise einer Tätigkeit nachzugehen für die sie ausgebildet wurde. Es wird angedeutet, dass sich Sergiy und Katja ineinander verlieben und versuchen eine Art von normalem Leben zu führen.

## Produktion
„Menschen starben für etwas, das buchstäblich zu einem Sumpf geworden ist.“

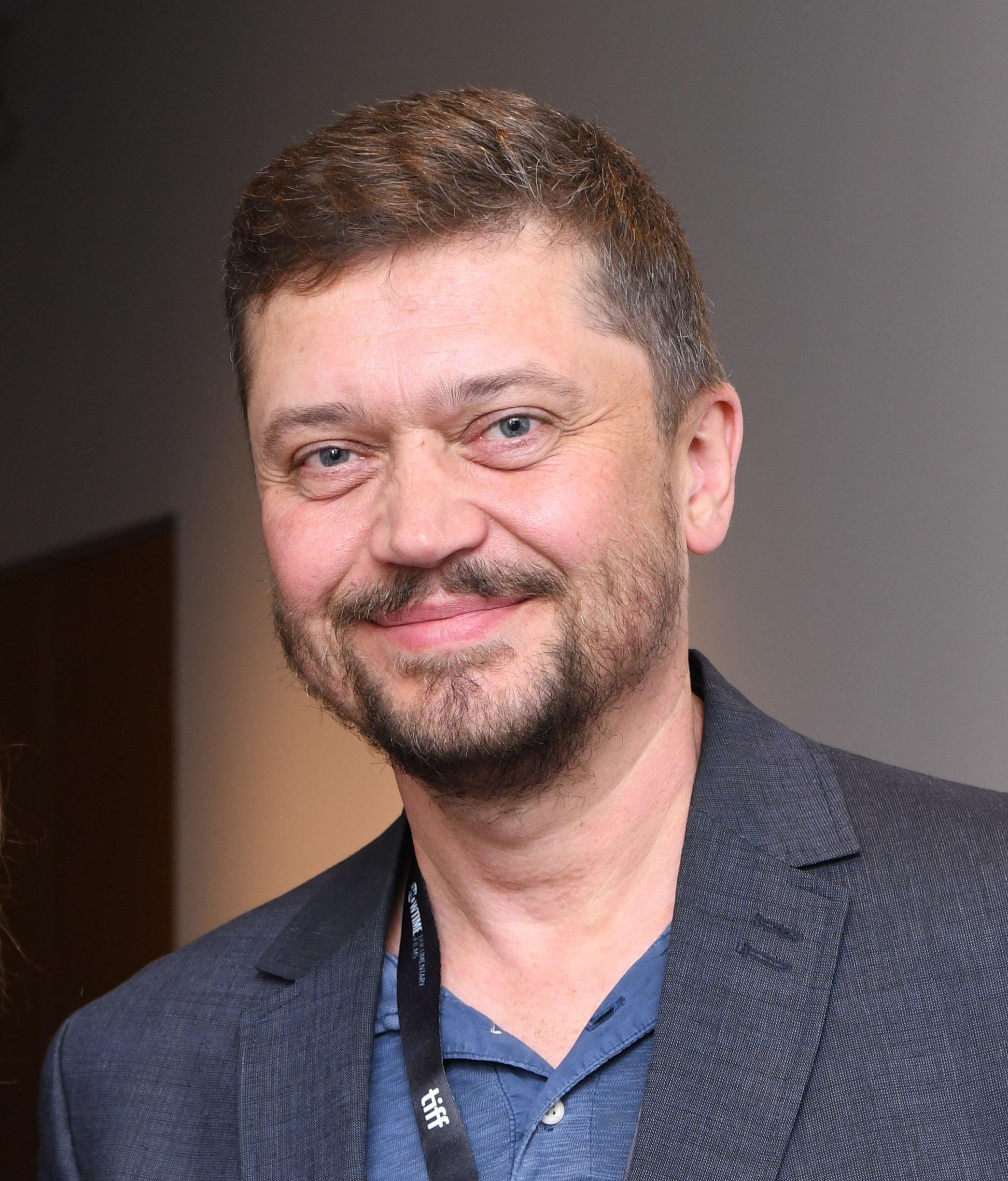
Walentyn Wassjanowytsch beim Toronto International Film Festival im September 2019

Regie führte Walentyn Wassjanowytsch, der auch das Drehbuch schrieb und als Kameramann und Filmeditor fungierte. Für den Film The Tribe aus dem Jahr 2014 arbeitete  Wassjanowytsch als Kameramann für Myroslaw Slaboschpyzkyj. Der Film gilt als einer der erfolgreichsten ukrainischen Filme des 21. Jahrhunderts. Über die wüstenähnliche Welt, die er in Atlantis geschaffen hat, sagte der Regisseur, das Donbass sei eine ländliche Region mit nur noch wenigen Wasserquellen, dafür aber vielen verlassenen Minen, die jedoch seit vielen Jahren geschlossen sind. Aus diesen werde noch immer das Wasser abgepumpt, damit es nicht das Gift absorbiert. In einigen Jahren werde die Gegend aller Wahrscheinlichkeit nach eine Wüste oder ein salziger Sumpf sein, wie in seinem Film. Er habe eine Welt zeigen wollen, in der dieser Prozess bereits stattgefunden hat. Teile des Steinkohle- und Industriegebiets Donbass beiderseits der russisch-ukrainischen Grenze sind seit April 2014 Schauplatz des Krieges zwischen ukrainischen Truppen und prorussischen Separatisten. Die dortigen Kampfhandlungen finden zwischen von Russland unterstützten Milizen, regulären russischen und ukrainischen Truppen sowie Freiwilligenmilizen statt. Über diesen Krieg und die reale Zerstörung der Umwelt im Donbass sagt der Regisseur: „Es ist ein finsterer Gedanke – Menschen starben für etwas, das buchstäblich zu einem Sumpf geworden ist.“
Die Organisation „Schwarze Tulpe“ gibt es wirklich. Diese wurde von Jaroslaw Schilkin gegründet und birgt in der Ostukraine getötete Soldaten. Dabei übernehmen im ganzen Land Freiwillige Aufgaben, die eigentlich Staatssache sind. Sowohl die ukrainische Armee als auch die Separatisten lassen sie gewähren.
Die Rolle von Sergiy wurde mit Andrii Rymaruk besetzt. Ljudmyla Bileka spielt Katja. In Vorbereitung auf ihre Rolle hatte die Schauspielerin mit einer jungen Frau gesprochen, die für die reale „Schwarze Tulpe“ tätig ist. Wassyl Antoniak ist in der Rolle von Iwan zu sehen.
Eine erste Vorstellung des Films erfolgte am 4. September 2019 im Rahmen der Filmfestspiele von Venedig. Anfang September 2019 erfolgten auch Vorstellungen beim Toronto International Film Festival. Ende September, Anfang Oktober 2019 wurde er beim Odesa International Film Festival und beim Filmfest Hamburg gezeigt, Ende Oktober 2019 bei der Viennale. Ende März 2022 erfolgten Vorstellungen beim Vilnius International Film Festival und Ende April, Anfang Mai 2022 beim Prague International Film Festival (Febiofest). Der internationale Vertrieb wird von Best Friend Forever abgewickelt, die Rechte für Nordamerika liegen bei Grasshopper Film. In Deutschland wurde der Film am 4. Mai 2021 beim Streamingdienst Mubi veröffentlicht.

## Rezeption

### Kritiken
Von den bei Rotten Tomatoes aufgeführten Kritiken sind 97 Prozent eher positiv mit einer durchschnittlichen Bewertung von 7,5 von möglichen 10 Punkten. Auf Metacritic erhielt er einen Metascore von 85 von 100 möglichen Punkten.
Marta Balaga vom Online-Kinomagazin Cineuropa schreibt, der Film sei teils ein Kommentar zu den gegenwärtigen politischen Unruhen in der Ostukraine und teils eine postapokalyptische Vision eines zerstörten, wüstenähnlichen Universums wie in Mad Max. Teilweise inspiriert von der dramatischen Verschlechterung der Wasserqualität in den besetzten Gebieten könnte Atlantis der originellste Film des jüngsten ukrainischen Kinos sein, wenn er versucht, selbst die unangenehmsten Probleme anzugehen und dennoch Liebe an einem hoffnungslosen Ort finden lässt.
Glenn Kenny von der New York Times bemerkt, andere dystopische Filme setzten ihrer Tristesse fast immer raffinierte Technologien oder zumindest unglaublich schnelle und gefährliche Autos, die sich Verfolgungsjagden liefern, entgegen, nicht jedoch Atlantis. Vielmehr sei der Film eine Übung im sogenannten „langsamen Kino“.
Auch Joe Morgenstern bemerkt im Wall Street Journal die langen und langsamen Rituale als eine Art Markenzeichen des Films, wobei besonders die Arbeit des Teams von Freiwilligen zu nennen sei, das die Leichen, die über das gesamte verwüstete Land verstreut sind, exhumiert. Die meisten Leichen seien teilweise mumifiziert, was als Gleichnis für ein teilweise mumifiziertes Land zu verstehen sei und damit auch auf das titelgebende Atlantis, ein versunkenes Land, anspiele. Vasyanovychs Ansatz sei visionär, und ein Aspekt der Vision sei die Darstellung der Maschinen. Seit Jennifer Baichwals Dokumentarfilm Manufactured Landscapes aus dem Jahr 2006 habe es keinen Film mehr gegeben, in dem äußerst verkrustete Dinge wie die Lastwagen oder Güterzüge mehr Vitalität besitzen als einige der müden Seelen, die sie steuern, was sinnbildlich für den Krieg zwischen Russland und der Ukraine stehe, so Morgenstern.

### Auszeichnungen (Auswahl)
In der 2021 erstellten Liste der 100 besten Filme in der Geschichte des ukrainischen Kinos landete der Film auf dem elften Platz.
Atlantis wurde von der Ukraine als Beitrag für die Oscarverleihung 2021 in der Kategorie Bester Internationaler Film eingereicht. Bereits Wassjanowytschs Film Black Level war 2018 hierfür von der Ukraine eingereicht worden. Zudem gelangte Atlantis als Bester fremdsprachiger Film in die Vorauswahl für die Golden Globe Awards 2021. Im Folgenden weitere Auszeichnungen und Nominierungen.
Filmfest Hamburg 2019

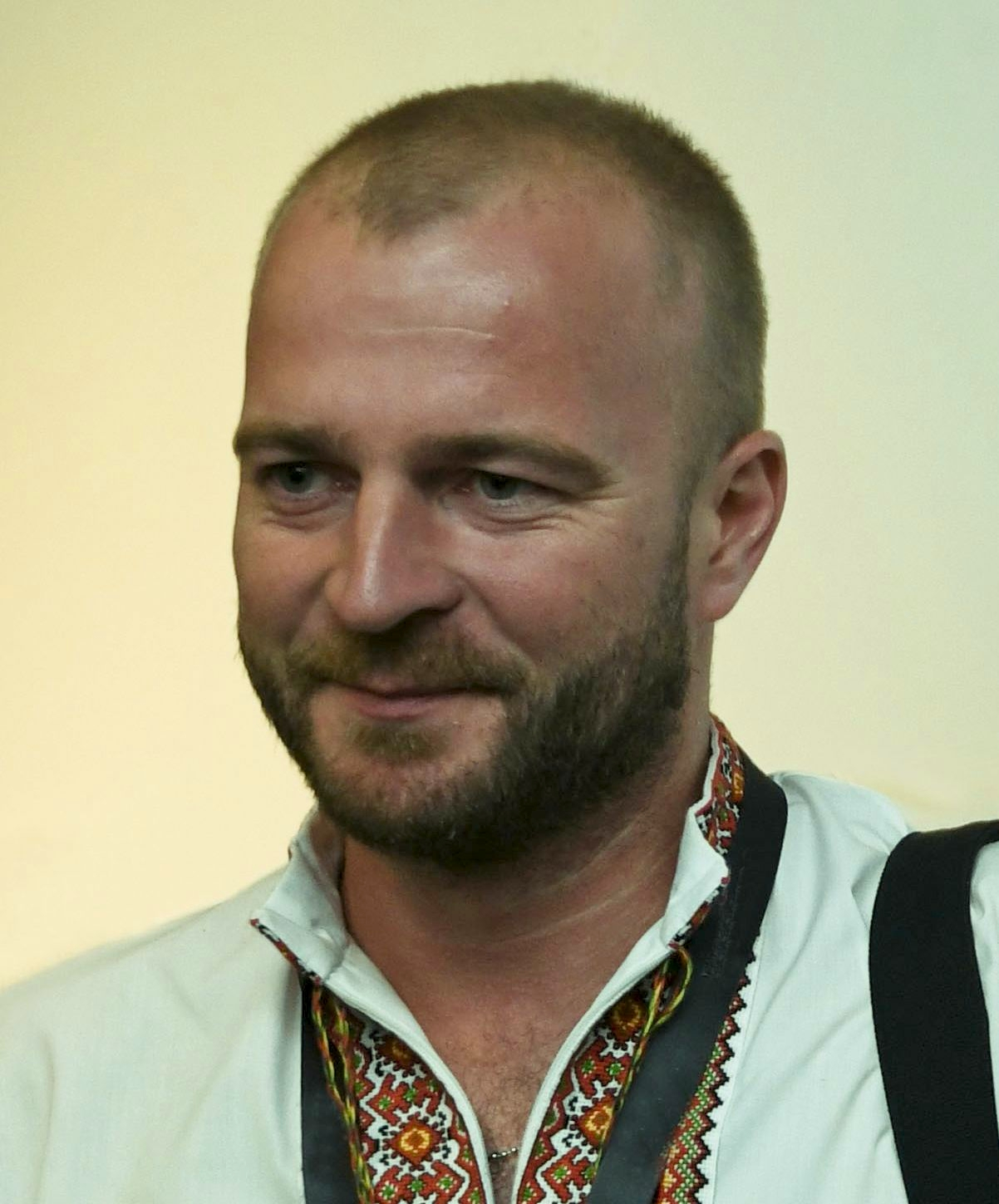
Andrii Rymaruk spielt im Film Sergiy

- Nominierung für den Preis der Filmkritik (Walentyn Wassjanowytsch)[20]

Internationale Filmfestspiele von Venedig 2019
- Auszeichnung als Bester Film in der Sektion Orizzonti (Walentyn Wassjanowytsch)[21]

International Istanbul Film Festival 2020
- Auszeichnung mit der Goldenen Tulpe (Walentyn Wassjanowytsch)[22]

Odesa International Film Festival 2020
- Auszeichnung als Bester Film im Internationalen Wettbewerb (Walentyn Wassjanowytsch)[23]

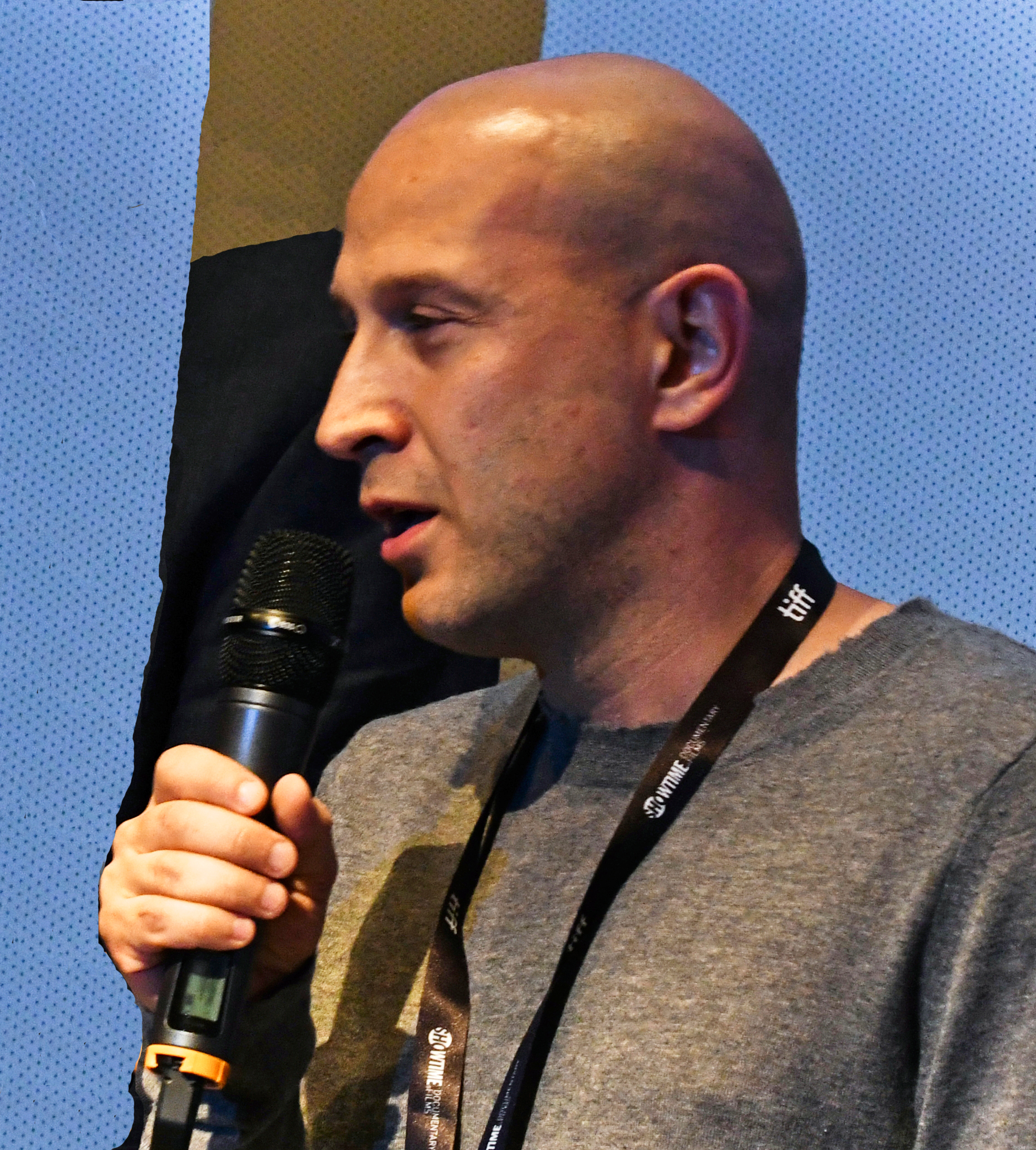
Produzent Wladimir Jazenko

Prague International Film Festival – Febiofest 2022
- Nominierung für den Amnesty International Febiofest Award[24]

Satellite Awards 2020
- Nominierung als Bester fremdsprachiger Film

Taras-Schewtschenko-Preis 2021
- Auszeichnung in der Kategorie Filmkunst (Walentyn Wassjanowytsch)[25]

Ukrainian Film Critics Awards 2020
- Auszeichnung als Bester Spielfilm mit dem „Kinokolo“ (Walentyn Wassjanowytsch und Wladimir Jazenko)
- Auszeichnung für die Beste Regie (Walentyn Wassjanowytsch)
- Nominierung als Bester Schauspieler für den „Kinokolo“ (Andrii Rymaruk)
- Nominierung als Beste Schauspielerin für den „Kinokolo“ (Ljudmyla Bileka)[26]